# Africká unie
Africká unie (AU) je kontinentální unie sdružující všech 55 států nacházející se na africkém kontinentu. AU byla vyhlášena v Syrtské deklaraci v roce 1999. Oficiálně byla její činnost zahájena roku 2002 v Durbanu v Jižní Africe. Svým vznikem AU nahradila Organizaci africké jednoty (OAJ), založenou roku 1963 v Addis Abebě 32 signatářskými vládami.

## Dějiny
V šedesátých letech došlo mezi novými africkými státy k ustavení několika multilaterálních organizací s různým sektorovým zaměřením. Jednou z nich byla i Organizace africké jednoty založená 32 státy v roce 1963 v etiopské Addis Abebě.
Na základě Akčního plánu z Lagosu z roku 1980 se v osmdesátých letech začalo budovat Africké hospodářské společenství. Vrcholná schůzka představitelů OAJ v Abuje v roce 1991 určila cíl je vytvořit do roku 2000.
Potřeba obnovit a dynamizovat integrační mechanismus vyvstala hlavně v 90. letech 20. století. Dne 9. září 1999 bylo Sirtskou deklarací rozhodnuto o vytvoření Africké unie. Ustavující smlouva byla přijata v Lomé v roce 2000, Lusacký summit v roce 2001 určil časový plán vzniku Africké unie. V roce 2002 se v jihoafrickém Durbanu konalo první zasedání hlav států Africké unie, čímž byla činnost nové organizace oficiálně zahájena. V roce 2004 byl zřízen Panafrický parlament, který sídlí v Midrandu v Jihoafrické republice.
Africká unie po roce 2017 zahrnuje všechny státy Afriky. Maroko, které roku 1984 vystoupilo z OAJ poté, co organizace udělila členství Saharské arabské demokratické republice, bylo do AU přijato roku 2017.
V roce 2023 byla Africká unie přijata do skupiny G20.

## Instituce
Články 5 až 23 Ustavující smlouvy upravují institucionální rámec Africké unie, který zahrnuje devět orgánů:
- Shromáždění hlav států
- Výkonný výbor
- Panafrický parlament
- Komise Africké unie (Africká komise)
- Soudní dvůr
- Komise stálých zástupců
- zvláštní technické komise
- Hospodářská, sociální a kulturní rada
- finanční instituce

V květnu 2004 vznikla Mírová a bezpečnostní rada, která má dohlížet nad vojenskými intervenčními misemi AU. Africká unie již vyslala vojáky do Burundi a súdánského Dárfúru.

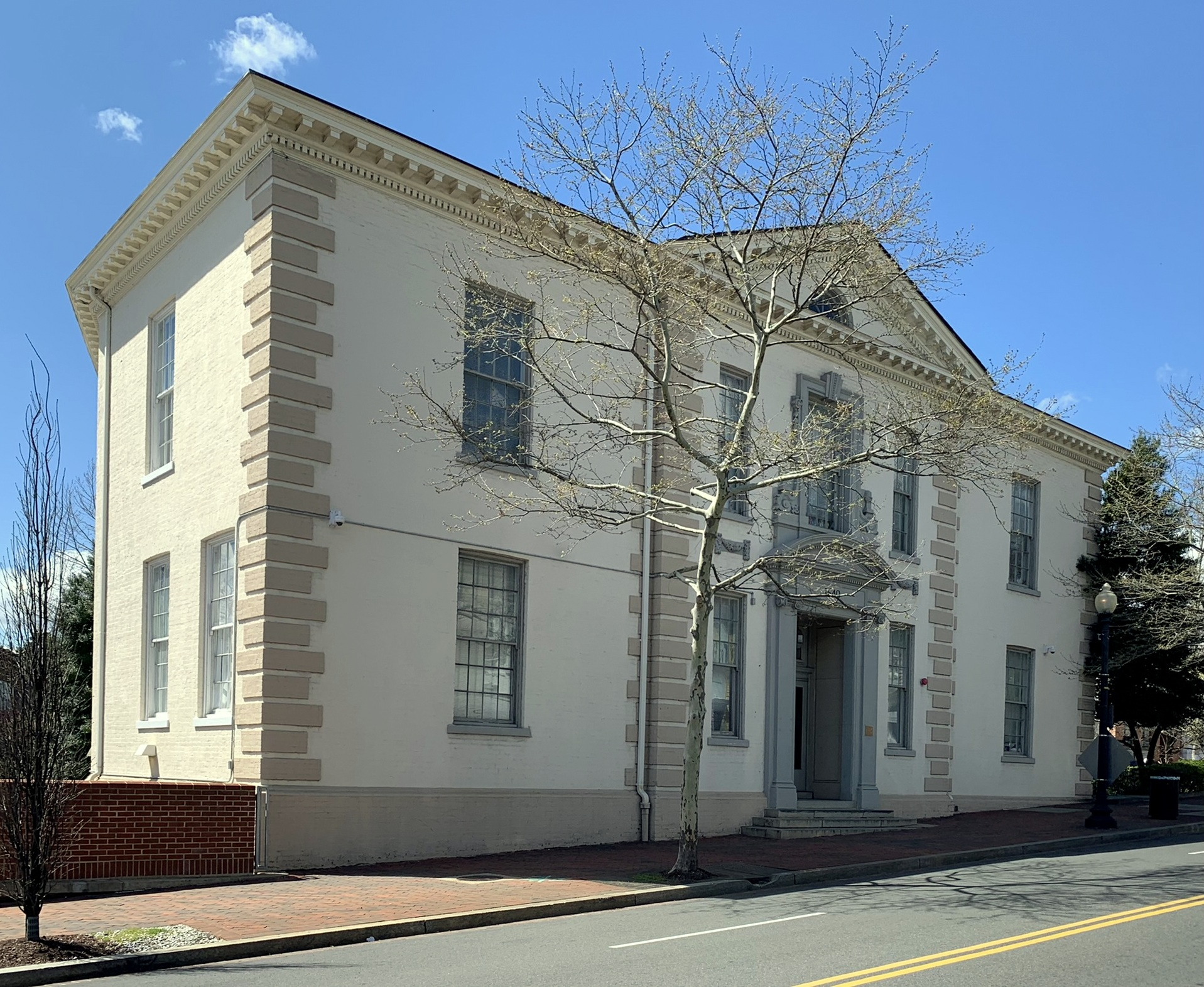
Reprezentační mise Africké unie ve Washingtonu, D.C.

Ačkoliv se svou institucionální strukturou Africká unie podobá modelu Evropské unie, má řadu specifik. Shromáždění hlav států odpovídá Evropské radě, Výkonný výbor Radě Evropské unie (Radě ministrů), Komise stálých zástupců evropskému COREPERu, Hospodářská, sociální a kulturní rada evropskému Hospodářskému a sociálnímu výboru. Paralela mezi Panafrickým parlamentem, Soudním dvorem a Komisí a ekvivalentními evropskými institucemi je zjevná. V základní rovině jsou jednotlivé orgány v podstatě ekvivalentem institucí EU. Ve srovnání s Evropskou unií je však čtveřice hlavních institucí (Shromáždění, Výkonný výbor, Parlament, Soudní dvůr) podstatně hierarchizovanější. Komise Africké unie postrádá autonomii a pravomoci Komise EU. Shromáždění hlav států má postavení podstatně převyšující postavení Evropské rady v rámci EU, kromě jiného zcela ovlivňuje složení a roli Komise, která plní stále spíše funkci sekretariátu nežli výkonného orgánu s pravomocí legislativní iniciativy jako je tomu v EU.

### Shromáždění a předseda
Shromáždění hlav států a vlád je nejvyšším politickým a rozhodovacím orgánem unie. Zahrnuje hlavy států a vlád všech členských států. Shromáždění určuje politiku AU, stanovuje její priority, přijímá její roční program a sleduje provádění jejích politik a rozhodnutí. Kromě toho je v pravomoci shromáždění:
- volit předsedu a místopředsedu Komise, jmenovat komisaře;
- přijímat nové členy do unie;
- přijímat rozpočet unie;
- přijímat rozhodnutí o důležitých záležitostech unie;
- měnit Ustavující smlouvu v souladu se stanovenými postupy;
- určovat strukturu, funkce, pravomoci, složení a organizace Výkonné rady.

Shromáždění volí ze svých členů předsedu Africké unie na funkční období jednoho roku.

### Výkonný výbor
Výkonná rada koordinuje a přijímá rozhodnutí o politikách v oblastech společného zájmu členských států. Je odpovědný Shromáždění. Posuzuje otázky, které mu byly předloženy, a sleduje provádění politik formulovaných shromážděním. Výkonná rada se skládá z ministrů zahraničních věcí nebo jiných ministrů nebo orgánů, které určí vlády členských států. Výkonná rada rozhoduje na základě konsenzu nebo, pokud konsensus není možný, dvoutřetinovou většinou hlasů členských států. Mezi hlavní funkce výkonné rady patří:
- příprava pořadu jednání Shromáždění a návrh rozhodnutí k projednání;
- navrhovaní kandidátů na členů komise na jednání Shromáždění;
- podpora spolupráce a koordinace s regionálními hospodářskými společenstvími (REC), Africkou rozvojovou bankou (AfDB), dalšími africkými institucemi a Hospodářskou komisí OSN pro Afriku (UNECA);
- zajištění prosazování rovnosti žen a mužů ve všech programech AU.

### Panafrický parlament
Panafrický parmanet je zamýšlen jako platforma pro zapojení lidi ze všech afrických států do diskusí a rozhodování o problémech a výzvách, kterým kontinent čelí. Parlament zasedá v Midrandu v Jižní Africe. Členové parlamentu nejsou voleni přímo, ale jsou jmenováni zákonodárnými sbory členských států. Parlament se skládá z pěti členů za každý členský stát, přičemž alespoň jedním z nich musí být žena. Konečným cílem je, aby Parlament byl institucí s plnou zákonodárnou pravomocí, jejíž členové jsou voleni ve všeobecných volbách. Do té doby má parlament v rámci unie konzultační, poradní a rozpočtovou kontrolní pravomoc. Do jeho působnosti patří:
- dohled nad prováděním politik, cílů a programů unie;
- prosazování lidských práv a upevňování demokratických institucí a kultury, transparentnosti řádné správy věcí veřejných a právního státu;
- účast na vytváření povědomí mezi národy Afriky o: cílech, politických cílech a programech AU; posílení kontinentální solidarity, spolupráce a rozvoje; podpora míru, bezpečnosti a stability; a usilování o společnou strategii hospodářské obnovy;
- přispíváník harmonizaci a koordinaci právních předpisů členských států;
- příprava a schvalování jednacího řádu;
- volba členů předsednictva;
- předkládání doporučení k rozpočtu unie.

### Komise
Komise Africké unie je sekretariátem unie a zajišťuje každodenní činnosti Unie. Sídlí v Addis Abebě v Etiopii. Komise se skládá z předsedy, místopředsedy a nejméně šesti komisařů. Funkční období členů komise je čtyřleté, s možností jednoho znovuzvolení. Mezi funkce Komise patří:
- zastupování unie a hájení jejích zájmů pod vedením a na základě mandátu Shromáždění a Výkonné rady;
- iniciování návrhů, které mají být předloženy orgánům unie, a provádění rozhodnutí jimi přijatých;
- působení jako opatrovník ustavující smlouvy unie a všech dalších právních nástrojů unie
- vytváření spojení s orgány unie za účelem vedení, podpory a sledování výkonu unie, aby byla zajištěna shoda a soulad s dohodnutými politikami, strategiemi, programy a projekty;
- poskytování provozní podpory pro všechny orgány unie;
- pomoc členským státům při provádění programů unie;
- vytváření společných postojů unie a koordinace postupu členských států při mezinárodních jednáních;
- správa rozpočtu a zdrojů unie.

## Rozpočet
AU hospodaří s ročním rozpočtem přibližně 40 milionů USD (v roce 2004 to bylo 43 milionů USD). Pouze 1/4 až 1/3 těchto prostředků ovšem pochází z členských států - zejména od JAR, Nigérie, Libye, Egypta a Alžírska; nejméně rozvinuté státy příspěvky zpravidla neplatí (tj. přesouvají splátky na další léta) či si je nechávají platit od jiných zemí (takové gesto nabízí často Libye).
Běžný chod institucí je ovšem finančně mnohem náročnější a náklady mírových operací se pohybují v řádech stovek milionů USD. AU je tedy finančně závislá na finančních darech z vyspělých zemí a mezinárodních organizací.

## Členství
Africká unie má 55 členů. Maroko dlouhodobě bojkotovalo Africkou unii kvůli připuštění a uznání existence Západní Sahary (Saharské demokratické arabské republiky), již si samo nárokuje jako součást svého území. Kvůli uznání Západní Sahary Maroko vystoupilo v roce 1984 z Organizace africké jednoty (předchůdkyně Africké unie). Členství Maroka bylo obnoveno 30. ledna 2017.
- Alžírsko
- Angola
- Benin
- Botswana
- Burkina Faso[p. 2]
- Burundi
- Čad
- Konžská demokratická republika
- Džibutsko
- Egypt
- Eritrea
- Etiopie
- Gabon[p. 2]
- Gambie
- Ghana
- Guinea[p. 2]
- Guinea-Bissau
- Jižní Afrika
- Jižní Súdán
- Kamerun
- Keňa
- Komory
- Kapverdy
- Kongo
- Lesotho
- Libérie
- Libye
- Madagaskar
- Malawi
- Mali[p. 2]
- Mauritánie
- Mauricius
- Maroko[15]
- Mosambik
- Namibie
- Niger[p. 2]
- Nigérie
- Pobřeží slonoviny
- Rovníková Guinea
- Rwanda
- Saharská arabská demokratická republika
- Senegal
- Seychely
- Sierra Leone
- Somálsko
- Středoafrická republika
- Súdán[p. 2]
- Svatý Tomáš a Princův ostrov
- Svazijsko
- Tanzanie
- Togo
- Tunisko
- Uganda
- Zambie
- Zimbabwe